# 슬기로운 해법
"슬기로운 해법"(Sage Solutions)은 한국에서 제작된 태준식 감독의 2013년 다큐멘터리 영화이다. 김성재 등이 주연으로 출연하였다.

## 출연

### 주연
- 김성재
- 노순택
- 정연주

### 조연
- 이창근
- 주진우
- 한윤형
- 홍세화
- 제리케이

## 기타
- 프로듀서: 김일권
- 조명: 김바다
- 조명: 김이현
- 조연출: 이수현
- 믹싱: 김수현
- CG: 태준식
- CG: 한상민
- CG: 류한주
- 광고디자인: 박동우
- 광고디자인: 최지웅
- 자료조사: 김혜정
- 촬영지원: 문호연
- 촬영지원: 이충현
- 프리뷰: 이수현
- 프리뷰: 황수현
- 배급총괄: 안보영
- 국내배급: 김하늘
- 국내배급: 이혜진
- 해외배급: 김혜미
- 마케팅부문: 오보라
- 마케팅부문: 김혜림
- 예고편: 변상수
- 예고편: 이연화